# Anton Fiala
Anton Fiala (* 10. Dezember 1792 in Kuttenberg, Caslaver Kreis, Königreich Böhmen; † 25. April 1857 in Friesach, Kärnten) war ein österreichischer Kaufmann und Politiker.

## Leben
Fialas Eltern waren der Mineurs Daniel Fiala und Brigitta geborene Juregk. Er war römisch-katholischer Konfession und heiratete am 29. April 1820 Anna Pitsch. Aus der Ehe gingen zwei Töchter hervor.
Fiala machte eine Offiziersausbildung und wurde Leutnant. Danach lebte er als Kaufmann, Tabak- und Stempelverleger und Realitätenbesitzer in Friesach.
Vom 17. Juli 1848 bis zum 4. März 1849 war er Abgeordneter im Provisorischen Kärntner Landtag. Ab dem 17. Oktober 1848 war er Mitglied des verstärkten provisorischen Landtagsausschusses. Im Dezember 1848 gehörte er der Deputation des provisorischen Landtagsausschusses in Olmütz an. Von 1849 bis 1857 amtierte er als Bürgermeister von Friesach.